# Turritriton tenuiliratus
Turritriton tenuiliratus is een slakkensoort uit de familie van de Ranellidae. De wetenschappelijke naam van de soort is voor het eerst geldig gepubliceerd in 1873 door Lischke.